# Charles Debarge
Charles Debarge, né le 12 février 1909 à Harnes (Pas-de-Calais) et mort de ses blessures le 23 septembre 1942 à la prison d’Arras (Pas-de-Calais), est l'un des héros de la Résistance communiste dans le Nord-Pas-de-Calais, à la tête d'un groupe de Francs-tireurs et partisans (FTP) qui ont commis plus d'une vingtaine de sabotages contre les Allemands après avoir participé pour la plupart à la grève des mineurs du Nord-Pas-de-Calais (1941).

## Biographie
Charles Debarge est né le 12 février 1909 à Harnes (Pas-de-Calais). Il devient à 26 ans, un militant local du Parti communiste, correspondant des journaux du parti, L'Enchaîné et L'Humanité dans sa commune de Courrières, où il est mineur.
Il est mobilisé en septembre 1939 puis regagne son foyer en avril 1940, détaché de son unité militaire pour travailler dans une usine de guerre. Il reconstitue alors une organisation communiste locale et, avec quelques camarades, comme il le raconte dans ses carnets, commence à collecter des armes abandonnées lors de la débâcle.

### Résistance
Il fait partie des organisateurs de la grève des mineurs du Pas-de-Calais de mai 1941 et, recherché par la police, il passe dans la clandestinité. Il participe à la constitution des premiers groupes FTP du Bassin minier au moment où démarre un début de guérilla, menée par l'Organisation spéciale (OS), dirigé par Charles Debarge, avec des militants aguerris, souvent passés par les Brigades internationales en Espagne, ou de jeunes mineurs français et polonais.
Sa première arrestation a lieu le 29 juillet 1941. Arrêté une seconde fois le 6 août 1941 par la Feldgendarmerie après la grève des mineurs, il s'évade du centre d’otages de Lille en sautant par la fenêtre, puis en semant ses poursuivants sur un kilomètre, avant d'en parcourir quarante autres pour se cacher et créer un petit groupe armé de résistants, basé à Harnes, dans le Pas-de-Calais. En 1942, après un séjour à Paris, il est chargé par la direction clandestine du PCF du Pas-de-Calais d'un plan de sabotage dans les deux départements du Nord.
Après de nombreux sabotages contre l'occupant allemand, visant des voies ferrées, des pylônes électriques, des mairies et dépôts d’explosifs, menés par une vingtaine d’hommes, très jeunes pour la plupart, dans la nuit du 26 au 27 mars 1942, son groupe provoque sept déraillements de trains, puis attaque la Gestapo d'Arras en avril 1942. Sa tête mise à prix pour 100 000 francs et la police le surnomme « l'insaisissable ».

### Mort en septembre 1942
Il est l'un des nombreux membres de ce groupe de FTP à tomber sous les balles de la Gestapo, lors d'un échange de tirs en septembre 1942 à Ronchin dans la banlieue de Lille. Transféré à la prison d’Arras, il meurt sans avoir repris connaissance.

### Les carnets de Debarge
Charles Debarge a tenu, durant sa période de résistance, un journal de bord relatant son action, conservé au Musée de la Résistance nationale, à Champigny. Dans ses carnets, il jure de venger ses camarades de combat Alfred Delattre, Marcel Delfy et André Lefèbvre capturés avant lui. Ce dernier, l’un des premiers fusillés dans les fossés de la citadelle d’Arras le 8 septembre 1941, fait parvenir par l’aumônier une dernière lettre à sa femme, ses parents et ses enfants. Le 2 juillet avec Charles Debarge, il avait traversé le canal à la nage de nuit pour tenter sans succès de saboter la centrale électrique de Courrières (Pas-de-Calais).

### Publication des carnets
En juin 1951, Les Éditions sociales publient Les Carnets de Charles Debarge, avec une préface de Charles Tillon, témoignage d'un héros fusillé de la grève des mineurs du Nord-Pas-de-Calais (1941), réécrits et commentés par la résistante et journaliste à L'Humanité, Madeleine Riffaud. En 2001, l'association Gauheria publie à titre de comparaison le texte original et une partie de la transcription de 1951.
Madeleine Riffaud entre en possession des carnets par le hasard des rencontres lorsqu'elle couvre la grève des mineurs de 1948 et les publie trois ans plus tard, peu après sa liaison avec Roger Pannequin. Dans son autobiographie Le Partisan, l'ancien résistant Auguste Lecœur considère comme une erreur d’attribuer à Debarge l'incendie des véhicules allemands en 1940 sur la crête de Vimy, au mémorial canadien de la Première guerre mondiale, exécuté selon lui par un groupe de résistants polonais, commandés par un mineur de la fosse no 4 de Lens, du nom de Zimzag, dit Maguette. Pour sa part, dans "Les FTP", publié en 1962, Charles Tillon, ex-commandant en chef des FTP, attribue cette action à l'ancien des Brigades internationales Julien Hapiot.

## Littérature
- Le poète communiste Louis Aragon, invité à visiter la région les 18 et 19 mars 1946, descend au puits de mine no 7 de Dourges-Dahomey, où avait commencé la grève des mineurs de mai-juin 1941 contre l'occupant allemand, avec, en projet, le roman qu'il commencera à publier en mai 1949, Les Communistes. Si le roman, s'achevant en juin 1940 et resté inachevé, n'évoque pas la grève de 1941 — à la différence de L'Homme communiste (1946) —, il accorde une place importante à la figure de Charles Debarge[2].
- Dans L'Homme communiste, Louis Aragon rend hommage au résistant, lequel apparaît au tome 6 de la fresque Les Communistes : « au puits 7 de Dourges, j'ai rencontré des mineurs qui étaient les compagnons de Charles Debarge. Car, dans cette région, plus haut que les constructions minières et les terrils, s'élève désormais la stature d'un homme, d'un héros, dont la France ne parle pas assez, qu'elle ne connaît pas. Un Du Guesclin, un Vercingétorix, le mineur Charles Debarge[10] ».

## Filmographie
- Le carnet, film  de 43 minutes de Jean-Louis Accettone et Frédérique Pol en 2017, à partir du carnet de Charles Debarge, ancien résistant du Pas-de-Calais[11],[12].